# Atriplex schugnanica
Atriplex schugnanica är en amarantväxtart som beskrevs av Modest Mikhaĭlovich Iljin. Atriplex schugnanica ingår i släktet fetmållor, och familjen amarantväxter. Inga underarter finns listade i Catalogue of Life.